# Writer's Block (Evergreen Terrace)
Writer's Block è un album di cover (eccetto l'ultima traccia) del gruppo statunitense Evergreen Terrace.

## Tracce
1. Maniac (Michael Sembello) - 3:13
2. Zero (Smashing Pumpkins) - 2:52
3. Plowed (Sponge) - 3:12
4. Stars (Hum) - 4:37
5. Knowledge (Operation Ivy) - 1:56
6. Mad World (Tears for Fears) - 2:55
7. The Kids Aren't Alright (The Offspring) - 3:05
8. Sunday Bloody Sunday (U2) - 3:42
9. Dying Degree (NOFX) - 2:13
10. Brave Reality - 6:26 
la traccia nascosta contiene un medley eseguito con una chitarra acustica di Every Rose Has Its Thorn dei Poison, Bodies dei Drowning Pool e la sigla di Spongebob.

## Formazione
- Andrew Carey - voce
- Josh James - chitarra e seconda voce in scream
- Craig Chaney - chitarra e voce pulita
- Jason Southwell - basso
- Christopher "Panama" Brown - batteria